# Sofia Polcanova
Sofia Polcanova (Chișinău, Moldavië, 3 september 1994) is een Oostenrijks tafeltennisspeelster van Moldavische afkomst. Polcanova is linkshandig en speelt met de shakehandgreep. Ze speelt bij Linz AG Froschberg in de Oostenrijkse competitie.
Ze nam deel aan de Olympische Zomerspelen 2016, 2020 en 2024.

## Belangrijkste resultaten
- Goud in het enkelspel op de Europese kampioenschappen 2024.
- Goud in het enkelspel op de Europese kampioenschappen 2022.
- Goud in het vrouwen dubbelspel op de Europese kampioenschappen 2022 met Bernadette Szőcs.
- Zilver in het vrouwen dubbelspel op de Europese kampioenschappen 2024 met Bernadette Szőcs.
- Zilver in het gemengd dubbelspel op de Europese kampioenschappen 2024 met Robert Gardos.
- Zilver met het team op de Europese kampioenschappen 2014.
- Zilver in het vrouwen dubbelspel op de Europese kampioenschappen 2018 met Jana Noskova.
- Zilver in het gemengd dubbelspel op de Europese kampioenschappen 2018 met Stefan Fegerl.
- Brons in het enkelspel op de Europese kampioenschappen 2018.
- Brons in het gemengd dubbelspel op de Europese kampioenschappen 2022 met Robert Gardos.